# U-13号潜艇 (1910年)
陛下之13号潜艇是德意志帝国海军建造的一艘潜艇或称U艇。它由但泽的帝国船厂承建，于1910年12月16日下水，至1912年4月25日交付使用。U-13号是在第一次世界大战海战期间服役的329艘德国潜艇之一，并参加了大西洋潜艇战役。在其仅有的一次巡逻中，并无取得任何战果。1914年8月6日，U-13号驶离黑尔戈兰岛，从此再未回港。

## 历史
U-13号于1910年12月16日在但泽的帝国船厂下水，至1912年4月25日交付使用。其战时艇长为1914年8月1日上任的海军上尉汉斯·阿图尔·格拉夫·冯·施韦尼茨。
1914年8月6日，U-13号连同另外9艘德国潜艇从黑尔戈兰海军基地出发，展开针对英国的首次巡逻。它们以每9海里（17）一艇的距离排成警戒线。根据命令，U-13号所处的纬度不得越过北纬59度。是次行动一无所获。8月12日，即其姊妹艇U-15号被击沉三天后，U-13号也葬身大海。全部25名船员均告罹难，失事的确切原因尚不清楚。据推测，它有可能是误入己方在黑尔戈兰湾布设的雷区触雷，也可能是发生了机械故障或其它事故。

## 脚注
1. ↑  Helgason, Guðmundur. . German and Austrian U-boats of World War I - Kaiserliche Marine - Uboat.net.   [14 March 2015].